# Kim Myeong-sun
Kim Myeong-sun (20 de enero de 1886 - 22 de junio de 1951) fue una novelista y poetisa coreana de comienzos del siglo XX.

## Biografía
Kim Myeong-su, que tuvo los seudónimos Tansil(탄실;彈實) y Mangyangcho(망양초;望洋草), nació en Pyongyang en 1896. Fue a la escuela femenina Chinmyeong en Seúl en 1908. Pese a ser buena estudiante, fue objeto se humillaciones por la familia de su padre, puesto que su madre era una kisaeng. Dejó la escuela en 1911 y en 1913 fue a Tokio a estudiar en la escuela femenina Kojimachi. No completó sus estudios allí y regresó a Corea para graduarse en la escuela femenina Sungmyeon. En 1919 se unió al grupo Creación, el primer círculo literario de Corea que organizó Kim Dong-in y otros estudiantes coreanos en Tokio. En 1921 empezó a publicar sus poemas, y desde 1927 hasta 1930 trabajó en el cine. Tuvo problemas económicos y sufrió una enfermedad mental cuando tenía ya una edad avanzada. Algunas fuentes alegan que su enfermedad se debió a una relación amorosa.

## Obra
Debutó en 1917 en una revista editada por Choe Nam-seon llamada Juventud (정춘) con una novela corta titulada Una chica dudosa (Uimun-ui sonyeo). Se hizo conocida por sus agudos retratos psicológicos con la novela corta Pavo (Chilmyeonjo), que se publicó en la revista Ilustración (개벽) en 1921. Continuó publicando hasta 1925. Se sabe poco sobre sus obras porque, como apunta Kim Yung-Hee, los académicos no han hecho estudios sobre ella y actualmente están intentando encontrar sus obras perdidas para poder evaluar el lugar que ocupa en la historia de las escritoras coreanas de ficción."

## Obras
- Una chica dudosa (Uimun-ui sonyeo, 1917)
- Pavo (Chilmyeonjo, 1921)